# Сухој Су-2
Тупољев АНТ-51/ ББ-1 / Сухој Су-2  (рус. Туполев АНТ-51/ ББ-1 / Сухой Су-2) је лаки бомбардер и извиђачки авион направљен у Совјетском Савезу. Авион је први пут полетео 1937. године и учествовао у ратним операцијама у Другом светском рату.

## Пројектовање и развој
Пројектовање авиона Тупољев АНТ-51 (рус. Андрей Николаевич Туполев 51)  како је назван овај појект је почело 1935. године у оквиру ЦАГИ института ОКБ 156 Тупољев (Опитни Конструкциони Биро - Тупољев) у одељењу које је као главни пројектант водио Павел Сухој. под контролом Андреја Тупољева Авион је пројектован као лаки бомбардер кратког домета и извиђач и био је опремљен радијалним ваздухом хлађеним мотором М-62.
Пројектовање и израда прототипа је завршена 1937. године, а први пробни лет је обавио пробни пилот М. М. Громов. 25. августа 1937. године. Резултати првих испитивања су показали доста добре резултате, иако је у први прототип уграђен неадекватан (слабији) мотор. Команда Војног Ваздухопловства је одобрила серијску производњу ових авиона, иако испитивања са јачим моторима нису била завршена, из простог разлога што је то био најбољи авион у тој класи у том тренутку. Авион је добио војну ознаку ББ-1 (рус. Ближний Бомбардировщик = Близни бомбардер)   и у оперативне јединице ВВС је укључен 1940. године. Када је током 1940. године извршено означавање авиона према главном конструктору овај авион је добио ознаку према П. О. Сухоју Су-2. У току тестирања прототипова, поред исправљања уочених недостатака вршена су разна експериментисања како са моторима тако и са опремом. Познате су варијанте ових авиона са моторима: М-62, М-63, М-63ТК, М-81, , , , , , М-88Б, М-89, М-90, и М-82 У току испитивања и производње вршене су измене и у конструкцији авиона с обзиром да производња алуминијума није била на нивоу потреба ваздухопловне индустрије, тако да су одређени делови авиона замењивани облога-шперплочом и платном, а носећа конструкција дрветом. Пошто је почетком ратних дејстава уочена велика рањивост авиона како од ПАА тако и од ловаца, у ове авионе је уграђиван оклоп за заштиту мотора, резервоара за гориво и посаде. Овај авион је током рата, замењен модернијим и бољим авионом Иљушин Ил-2.

## Технички опис
Лаки бомбардер и извиђач Тупољев АНТ-51/ББ-1/Су-2 је био једномоторни двоседи конзолни нискокрилац мешовите конструкције. Покретао га је радијални (звездасти) ваздухом хлађени мотор снаге 610 до 1.565 kW, са којим је постигнута брзина од 403 до 500 km/h на висини од 5.000 m, постављен у кљун авиона. Мотор (првог прототипа) је био опремљен двокраком дрвеним елисом фиксног корака, а каснији модели су имали трокраку металну елису. Пилот је седео у затвореном кокпиту који се налазио изнад крила авиона. Иза леђа пилота у истој пространој кабини је седео задњи стрелац који је у истовреме био и навигатор. Труп авиона је облог попречног пресека који се сужавао идући ка репу авиона. Крила су била трапезастог облика са кружним завршетком крајева. Нападна ивица крила је била коса. Облога крила авиона је била од равног Аl-лима, шперплоча или платна, а труп је такође био обложен са равним алуминијумским лимом или шлерплочом. Конструкција структуре трупа (полу монокок) изведена од дрвета и метала, а конструкција крила је била изведена комбинацијом дрвета, челика и дуралуминијума. Стајни орган авиона је био класичне конструкције, увлачећи, у току лета се увлачио у труп авиона, испод репног дела авиона је био постављен такође увлачећи мали точак, као трећа ослона тачка авиона. У зимском периоду на стајни трап су биле монтиране скије. Од наоружања авион је био опремљен са 6 митраљеза ШКАС 7,62mm по два смештена у крила авиона и један пар митраљеза се налазио у окретној куполи задњег стрелца. Испод сваког крила авион је имао по пет подвесних носача на које су могле да се прикаче бомбе или невођене ракете.

## Варијанте
- Су-2 - стандардна верзија авиона Су-2,
- ШБ - унапређена верзија авиона Су-2 са мотором Тумански М-88А, модификовани стајни трап који се окреће за 90° при увлачењу у крило, повећано оптерећење бомби на 600 kg, завршен 1940. године није ушао у серијску производњу јер се већ производио Иљушин Ил-2, скраћеница ШБ рус. Штурмовик Бомбардировщик = Јуришни бомбардер,
- Су-4 - унапређена верзија авиона Су-2 са мотором Шветсов М-82, због недостатка дуралуминијума крила су рађена од дрвета, а облога од шперплоча, уместо 4 митраљеза ШКАС 7,62mm у ове авионе су уграђивана 2 митраљеза Березин УБ 12,7 mm, могао је да понесе 880 kg бомби или 10 ракета.

## Наоружање
| Наоружање авиона: Тупољев АНТ-51/ ББ-1 / Сухој Су-2 |                               |
| Ватрено (стрељачко) наоружање                       |                               |
| Топ                                                 |                               |
| Митраљез                                            |                               |
| Број и ознака митраљеза                             | 6 х ШКАС                      |
| Број метака                                         | 650 сваки                     |
| Калибар                                             | 7,62                          |
| Бомбардерско наоружање (бомбе)                      |                               |
| Укупна маса                                         | Су-2, 400kg; ШБ, 600kg; Су-4, 880 |
| Број тачака за подвешавање                          | 10                            |
| Ракетно наоружање (ракете)                          |                               |
| Број и ознака ракета                                | 10 х (РС-82 или РС-132)       |

## Оперативно коришћење
Припрема и почетак производње авиона Тупољев АНТ-51/ ББ-1 / Сухој Су-2 је почело 1938—1939. године, а први авиони из серијске производње испоручени су оружаним снагама 1940. године. Производња се одвијала у Авио заводима N°135 из Харкова и N°292 из Саратова, а у току рата у производњу овог авиона су били укључени још и Авио заводи N°292; 22; 31; 207 и 450. У току производње која је трајала од 1939. до 1942. године произведено је 877 примерака ових авиона. У току Другог светског рата овај авион је одиграо значајну улогу мада уз велике губитке, што због тога што су у акције ишли без ловачке пратње или због тога што нису били оклопљени па су били релативно лака мета ПАА. Најзначајније је то што су на себе преузели борбу против мотомеханизованих јединица, вршили подршку властитим трупама и извиђали позадину непријатеља. Ово су радили све док нису пристигли модернији и бољи авиони Пе-2 и Ил-2, а то је трајало све до половине 1944. године. Када су Совјети остварили предност у ваздуху учинак ових авиона је био сасвим задовољавајући. Не зна се тачно колико је ових авиона преживело рат с обзиром да нема значајније битке на Источном фронту у коме нису учествовали ови авиони. Сачувани авиони Тупољев АНТ-51/ББ-1/Сухој Су-2 су данас музејски примерци.

## Земље које су користиле овај авион
- СССР